# Fey-en-Haye
Fey-en-Haye ist eine französische Gemeinde mit 59 Einwohnern (Stand: 1. Januar 2022) im Département Meurthe-et-Moselle in der Region Grand Est (vor 2016: Lothringen). Sie gehört zum Arrondissement Toul (vor 2023: Arrondissement Nancy) und zum Kanton Pont-à-Mousson.

## Geografie
Fey-en-Haye liegt etwa 24 Kilometer nördlich von Toul und etwa 28 Kilometer nordnordwestlich von Nancy. Umgeben wird Fey-en-Haye von den Nachbargemeinden Vilcey-sur-Trey im Norden, Norroy-lès-Pont-à-Mousson im Nordosten, Montauville im Osten, Mamey im Süden, Limey-Remenauville im Südwesten und Westen sowie Thiaucourt-Regniéville im Westen und Nordwesten.
Die Gemeinde liegt im Regionalen Naturpark Lothringen.

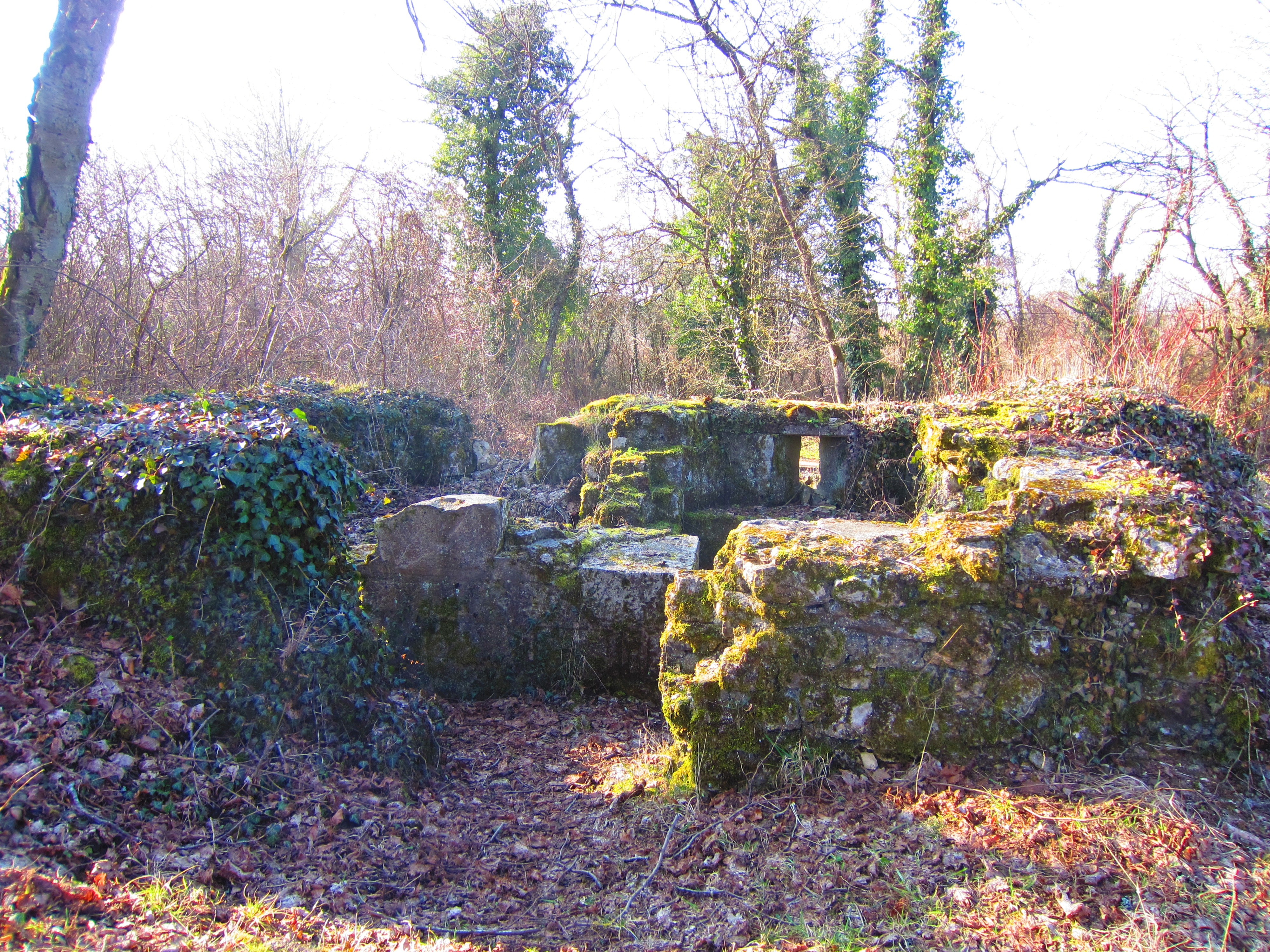
Reste des 1914 zerstörten Dorfes

## Geschichte
Während des Ersten Weltkriegs galt das Dorf von 1914 bis 1915 als Niemandsland zwischen den deutschen und französischen Truppen. Das heutige Dorf ist völlig neu errichtet worden.

## Bevölkerungsentwicklung
| Jahr                       | 1962 | 1968 | 1975 | 1982 | 1990 | 1999 | 2006 | 2019 |
| Einwohner                  | 49   | 42   | 45   | 71   | 72   | 64   | 74   | 77   |
| Quellen: Cassini und INSEE |      |      |      |      |      |      |      |      |

## Sehenswürdigkeiten
- Kirche Exaltation-de-la-Saint-Croix, nach dem Ersten Weltkrieg neu aufgebaut